# Maxx Creevey
Maxx Peter Creevey (thailändisch แมกซ์ ปีเตอร์ ครีเวย์, * 28. April 1995 in Sydney, Australien) ist ein thailändisch-australischer Fußballspieler.

## Karriere
Maxx Creevey erlernte das Fußballspielen in der Jugendmannschaft vom Sutherland Sharks FC im australischen Sutherland Shire sowie in der Jugendmannschaft des thailändischen Erstligisten Buriram United. Bei Buriram unterschrieb er auch seinen ersten Profivertrag. Der Verein aus Buriram spielte in der ersten thailändischen Liga. Die Saison 2015 wurde er an den Surin City FC ausgeliehen. Der Verein aus Surin spielte in der dritten Liga, der damaligen Regional League Division 2. Hier trat Surin in der North/Eastern Region an. Nach der Ausleihe kehrte er Anfang 2016 zur Buriram zurück. Nach der Hinrunde wechselte er zum Zweitligisten Khon Kaen United FC. Nach acht Spielen wurde der Verein wegen eines Strafverfahren gesperrt. 2017 schloss er sich dem Zweitligisten Samut Songkhram FC an. Am Ende der Saison musste er mit dem Verein in die dritte Liga absteigen. Nach dem Abstieg verließ er den Verein und schloss sich dem Drittligisten JL Chiangmai United FC an. Mit dem Verein aus Chiangmai feierte er am Ende der Saison die Meisterschaft und den Aufstieg in die zweite Liga. Nach der Hinrunde wechselte er für den Rest des Jahres nach Europa. Hier verpflichtete ihn der niederländische Amateurverein SV De Meer aus der Hauptstadt Amsterdam. Im Januar 2020 kehrte er nach Thailand zurück, wo er einen Vertrag bei seinem ehemaligen Verein Buriram United unterschrieb. Von Ende August 2020 bis Saisonende wurde er an den Drittligisten Angthong FC ausgeliehen. Mit dem Klub aus Angthong spielte er zuletzt in der Western Region der dritten Liga. Zu Beginn der Saison 2021/22 wechselte er erneut auf Leihbasis zum Zweitligisten Khon Kaen FC. Sein Zweitligadebüt für den Verein aus Khon Kaen gab Maxx Creevey am 5. September 2021 (1. Spieltag) im Heimspiel gegen den Customs Ladkrabang United FC. Hier stand er in der Startelf und spielte die kompletten 90 Minuten. Die Customs gewannen das Spiel mit 2:0. Am Ende der Saison 2021/22 musste er mit Khon Kaen als Tabellenvorletzter in die dritte Liga absteigen. Für Khon Kaen bestritt er 24 Zweitligaspiele. Nach der Ausleihe kehrte er wieder nach Buriram zurück und absolvierte dort am 17. September 2022 gegen den Police Tero FC (4:1) seinen ersten Ligaeinsatz für den Verein. Im Januar 2023 wechselte er auf Leihbasis zum Ligakonkurrenten Police Tero FC. Am Ende der Saison 2023/24 belegte er mit Police Tero den 15. Tabellenplatz und musste somit in die zweite Liga absteigen. Nach der Ausleihe kehrte er nach Buriram zurück. Im Juni 2024 wurde er an den Erstligisten Nakhon Pathom United FC verliehen. Nach zwölf Erstligaspielen wurde sein Leihvertrag im Dezember 2024 nicht verlängert und er kehrte nach Buriram zurück. Im gleichen Monat kehrte er zu Buriram zurück. Am Ende der Saison 2024/25 feierte er mit Buriram die Meisterschaft.  Am 24. Mai 2025 stand er mit Buriram im Finale des FA Cups, das man mit 3:2 gegen den Erstligisten Muangthong United gewann. Eine Woche später stand er mit dem Verein im Finale des Thai League Cup. Hier schlug man im BG Stadium den Erstligisten Lamphun Warriors FC mit 2:0. Im Juli 2025 wurde er an den Erstligisten Rayong FC verliehen.

## Erfolge
JL Chiangmai United FC
- Thai League 3 – Upper: 2018  ▲

Buriram United
- Thailändischer Meister: 2024/25
- Thailändischer Pokalsieger: 2024/25
- Thailändischer Ligapokalsieger: 2024/25